# Bogdan Galwas
Bogdan Andrzej Galwas (ur. 31 października 1938 w Tomaszowie Mazowieckim, zm. 5 maja 2025) – polski elektronik, profesor nauk technicznych. Specjalizuje się w edukacji na odległość, elektronice mikrofalowej, fotonice mikrofalowej, miernictwie mikrofalowym, optoelektronice. Profesor zwyczajny w Warszawskiej Wyższej Szkole Informatyki, a dawniej na Wydziale Elektroniki i Technik Informacyjnych Politechniki Warszawskiej.

## Życiorys
Absolwent Wydziału Łączności Politechniki Warszawskiej (1962). Doktorem został w 1969 na podstawie pracy zatytułowanej Badanie warunków generacji w klistronie refleksowym. Habilitował się w 1976 na Wydziale Elektroniki i Technik Informacyjnych PW, pisząc pracę pt. Homodynowe metody badania obwodów mikrofalowych. Tytuł naukowy profesora uzyskał w 1986.
W latach 1987–1990 pełnił funkcję prorektora Politechniki Warszawskiej. Od 1991 do 2001 roku kierował studiami doktoranckimi na Wydziale Elektroniki i Technik Informacyjnych PW. Od 1999, jako pełnomocnik rektora do spraw nowych technologii i form kształcenia, zajmował się wdrażaniem studiów przez internet na Politechnice Warszawskiej. Za sukces w tym projekcie otrzymał nagrodę Ministra Edukacji Narodowej w 2004. W latach 2005–2008 dziekan Wydziału Elektroniki i Technik Informacyjnych Politechniki Warszawskiej.

## Dorobek naukowy
Galwas w karierze naukowej skupiał się na badaniach związanych z miernictwem mikrofalowym i sygnałami mikrofalowymi, co było także tematem jego pracy habilitacyjnej. W latach 80. razem z zespołem prowadził badania w dziedzinie spektrometrii EPR. W późniejszym czasie skupił się na mikrofalowych czujnikach materiałów dielektrycznych. Do najważniejszych monografii należą Miernictwo mikrofalowe (1985) oraz Mikrofalowe wzmacniacze i generatory tranzystorowe (1991).